# Timia protuberans
Timia protuberans är en tvåvingeart som beskrevs av Becker 1906. Timia protuberans ingår i släktet Timia och familjen fläckflugor. Inga underarter finns listade i Catalogue of Life.